# John Utaka
John Utaka (Legugnu, 1982. január 8. –) nigériai válogatott labdarúgó, a török Sivasspor játékosa. Korábban játszott többek között az angliai Portsmouthban, Franciaországban pedig a Lensben, a Rennes-ben és a Montpellier-ben.